# 芬芳安息香
芬芳安息香（学名：Styrax odoratissima）为安息香科安息香属下的一个种。

## 扩展阅读
- 維基物種上的相關：芬芳安息香